# Hackaren
Hackaren är en sjö i Eskilstuna kommun i Södermanland och ingår i Norrströms huvudavrinningsområde. Sjön har en area på 0,0798 kvadratkilometer och ligger 41,1 meter över havet. Sjön avvattnas av vattendraget Näshultaån.

## Delavrinningsområde
Hackaren ingår i det delavrinningsområde (656708-152957) som SMHI kallar för Utloppet av Näshultasjön. Medelhöjden är 57 meter över havet och ytan är 92,11 kvadratkilometer. Räknas de 3 avrinningsområdena uppströms in blir den ackumulerade arean 114,06 kvadratkilometer. Näshultaån som avvattnar avrinningsområdet har biflödesordning 2, vilket innebär att vattnet flödar genom totalt 2 vattendrag innan det når havet efter 152 kilometer. Avrinningsområdet består mestadels av skog (65 procent) och jordbruk (13 procent). Avrinningsområdet har 10,53 kvadratkilometer vattenytor vilket ger det en sjöprocent på 11,4 procent.